# Tell Me Why (canção de Toheart)
Tell Me Why é uma canção de música pop interpretada pelo duo sul-coreano Toheart. Foi incluída como faixa em seu primeiro EP, 1st Mini Album, que foi lançado em 10 de março de 2014 e, em seguida, re-lançada como single digital para as promoções de acompanhamento em 7 de abril de 2014.

## Lançamento e promoção
Em 4 de abril de 2014, a SM Entertainment e a Woollim Entertainment, anunciaram que Toheart lançaria "Tell Me Why" como single digital, depois de seu grande sucesso com a canção "Delicious". Em 7 de abril, a canção foi lançada juntamente com o seu vídeo musical, que conta com a participação de Lee Dae-yeol, irmão mais novo de Sungyeol, e Moon Ga-young.
A canção começou a ser promoviada em março juntamente com "Delicious", em vários programas de TV. Com a tragédia do naufrágio de uma balsa na Coreia do Sul, Toheart decidiu encerrar as promoções de seu single. Em 21 de abril de 2014, um representante da Woollim Entertainment disse: "Com o coração partido é impossível continuar as atividades de Toheart".

## Lista de faixas
| N.º | Título                            | Duração |  |
| 1.  | "Tell Me Why" (Broadcasting Ver.) | 3:23    |  |
| 2.  | "Tell Me Why" (Acoustic Ver.)     | 3:28    |  |

## Desempenho nas paradas
Tell Me Why
| Gráfico                    | Melhores posições |
| -------------------------- | ----------------- |
| Gaon Weekly Singles Chart  | 23                |
| Gaon Monthly Singles Chart | 91                |

Tell Me Why (Broadcasting Ver.)
| Gráfico                    | Melhores posições |
| -------------------------- | ----------------- |
| Gaon Weekly Singles Chart  | 36                |
| Gaon Monthly Singles Chart | 78                |

Tell Me Why (Acoustic Ver.)
| Gráfico                   | Melhores posições |
| ------------------------- | ----------------- |
| Gaon Weekly Singles Chart | 123               |